# 밥 레몬
로버트 그랜빌 "밥" 레몬(Robert Granville "Bob" Lemon, 1920년 9월 22일 ~ 2000년 1월 11일)은 미국의 전 메이저 리그 베이스볼(MLB) 우완 투수이자 감독이다. 1976년 미국 야구 명예의 전당에 선수로 입성했다.
캘리포니아주에서 자라며 고등학교 때 야구를 했고 1938년에는 올해의 주 대표 선수로 선정되기도 했다. 17세 때 클리블랜드 인디언스에서 프로 경력을 시작했는데, 이후 이곳에서 프로 경력 전체를 보냈다. 1941년 유틸리티 플레이어로 메이저 리그에 데뷔했다. 그러나 제2차 세계 대전이 발발하자 미국 해군에 복무했으며 1946년 시즌에 복귀했다. 이 시즌 처음으로 투수로 공을 던지기 시작했다.
소속팀 인디언스가 1948년 월드 시리즈에 진출했을 때, 레몬은 2차례 승리를 거두며 팀의 1920년 이후 첫 우승에 기여했다. 1950년대 초 클리블랜드는 레몬을 비롯해 밥 펠러, 마이크 가르시아, 얼리 윈으로 이어지는 선발진을 갖추고 있었다. 1954년 시즌 레몬은 23승(22선발승으로 본인의 최다 선발승(50년,52년)과 타이) 7패로 커리어 하이 시즌을 기록했으며, 인디언스는 154경기 체제에서 111승을 거두며 페넌트 우승은 물론 아메리칸 리그 기록까지 세웠다. 레몬은 7시즌 연속 올스타에 선정되었으며, 1948년부터 1956년까지 9년 동안 20승 이상 시즌을 7번 기록(20선발승 이상 - 49년 20, 50년 22, 52년 22, 53년 20, 54년 22, 56년 20)했다.
이후 차례로 캔자스시티 로열스, 시카고 화이트삭스, 뉴욕 양키스의 감독을 맡았다. 화이트삭스와 양키스 시절에는 올해의 감독으로 선정되기도 했다. 1978년 시즌 도중 화이트삭스 감독직에서 물러났다. 그러나 약 한 달 뒤에 양키스 감독으로 부임해 팀을 1978년 월드 시리즈에서 우승시켰다. 이로서 시즌 도중 감독직을 맡아 월드 시리즈 우승을 차지한 최초의 아메리칸 리그 감독이 되었다.

## 어린 시절
캘리포니아주 샌버너디노에서 태어났다. 그의 부친 얼은 롱비치에서 얼음 회사를 위하여 일하고 닭 농장을 운영하였다. 전 마이너 리그 유격수인 얼은 아들을 위하여 최고의 야구 능력을 확신시켰다. 그의 모친 루스도 또한 열렬한 야구의 팬이었다.
레몬이 남가주에서 자라오면서 야구는 중심적이었다. 그는 롱비치에 있는 우드로 윌슨 고등학교를 위하여 투구하고 내야수에서 활약하였고, 클리블랜드 인디언스를 위하여 스카우트들의 주의를 끌어들였다. 졸업 후, 17세의 나이로 레몬은 한달에 100 달러를 위하여 인디언스와 계약을 맺었다.

## 선수 경력

### 초기 경력
후에 레몬이 투수로서 계약을 맺었다고 하였어도 그는 팀이 투수들과 함께 꽉 차있던 이유로 그는 1938년 클래스 C 커네이디언-아메리칸 리그에서 자신의 팀 오스웨고를 위하여 단 하나의 이닝을 쌓아올렸다. 그는 주로 외야수로서 클럽을 위하여 75개의 경기들에서 7개의 홈런과 .450의 장타율과 함께 .321점을 안타하였다. 그는 또한 클래스 C 미들 애틀랜틱 리그의 스프링필드를 위하여 몇몇의 경기들에 나오기도 하였다.
투수를 옆으로 두어 레몬은 스프링필드와 이듬해 서던 협회의 뉴올리언스를 위하여 유격수와 외야수로 활약하여 132개의 경기들에서 .300의 평균을 위하여 결합하였다. 1940년 3루수로 전향한 그는 자신의 무릎 부상을 당하고 클래스 A 이스턴 리그에서 윌크스배리와 함께 본루에서 분투하였으나 이듬해 같은 클럽을 위하여 .301점을 안타하는 데 돌아왔다.

### 클리블랜드 인디언스
1941년 9월 레몬은 인디언스로부터 소집되어 9회의 이닝에 필라델피아 애슬레틱스에 13 대 7로 승리를 거둔 3루에서 켄 켈트너를 대체하면서 자신의 메이저 리그 데뷔를 하였다. 그는 훗날의 동료이자 인디언스의 빅 쓰리인 워싱턴 세너터스의 얼리 윈을 향하여 대타자로서 1루타를 세울 때 세너터스를 상대로 경기를 가진 3일 후에 자신의 첫 안타를 얻었다.
1942년 봄 훈련에서 빅리그 클럽으로 이루는 데 실패한 후, 레몬은 인디언스의 최고 농장 팀인 인터내셔널 리그의 볼티모어로 보내졌다. 자신의 첫 4개의 마이너 리그 시즌들에서 16개 만의 홈런을 침에 불구하고 그는 왼손잡이 대타자로서 발표되었고 오리올스와 함께 그는 실망하지 않았다. 레몬은 자신의 타구 평균이 .268점으로 떨어졌어도 오리올스와 함께 한 세월 동안에 21명의 본루타를 스트라이크 시키고 80개의 득점들에서 히트를 쳐 주자들을 흠인시켰다. 그는 3루에서 자신의 수비와 함께 인상을 주었다.
자신의 미래가 밝게 보이는 동안 이제 미국은 전쟁에 있었고 다른 임무들이 요구되었다. 시즌 후에 레몬은 해군에 징병되어 3년 동안 복무하였다.
전쟁의 세월 동안에 전망으로서 레몬의 평판은 지속적으로 퍼졌다. 그는 캘리포니아 주와 하와이에 있는 해군 기지들에서 팀들을 위하여 출연하였다. 해군 복무에서 다른 빅 리그 선수들과 코치들은 레몬이 안타, 수비와 투구하는 것을 보았다. 자신의 투구 실력으로 열렬한 회고들을 받았어도 하와이에서 그의 코치 빌리 허먼은 투수들이 풍부한 이유로 그를 내야수로 간직하였다. 결과로서 1945년 하와이에서 제14 해군 구역 연맹과 함께 레몬은 대부분 3루에서 활약하였고 14개의 홈런과 함께 2위를 위하여 동점을 매겨 MVP 투표에서 5위를 하였다.
전쟁이 끝나면서 1946년의 봄 훈련은 6 피트, 170 파운드, 25세의 레몬에게 메이저 리그 클럽과 함께 현실의 방망이를 쓰는 기회를 주었다. 그의 기회들에 추가된 것은 또한 군사 복무에서 돌아온 3루수 켈트너가 제공된 사실이었고, 감독직은 그를 위한 이적 제공들을 대접하였다. 루 부드로 감독은 그의 타구 펀치, 속력과 병력의 이유로 3루에 대체가 필요하다면 레몬을 주요 후보로서 인증하였다.
켈트너는 결국 계약에 동의하고 팀에 머물어 레몬을 위하여 3루에서 공간을 놓지 않았다. 추가로 그 일은 3루에서 레몬의 수비가 메이저 리그 품질보다 적은 것을 발견하였다. 그래서 부드로 감독은 그를 정렬하려고 그를 중견수로 옮겼다. 오프닝 데이의 중견수로서 시범 경기 시즌에 인디언스의 대타자들 중의 하나로서 레몬의 상연은 출발 정렬에서 그에게 자라를 주어 밥 펠러의 완봉을 보호하는 데 그의 경기를 구하는 포구를 위한 무대를 세웠다.
그러나 레몬은 메이저 리그 투구를 상대로 분투하여 곧 외야수로서 자신의 직업을 잃었다.
해군 팀들을 위하여 투구하는 동안에 레몬의 상연에 관한 보고들에 기초를 둔 부드로 감독은 투수로서 심각한 숙고를 그에게 주기로 결정하였다. 자신의 첫 출발인 1946년 6월 3일 그는 필라델피아 애슬레틱스에게 3 대 2로 패한 경기에서 3과 3분의 2의 이닝들 만을 지속하였다. 레몬은 시즌의 나머를 약속하는 것을 보여 4 승 5 패의 기록을 세우고 32개의 출연들에서 2.49의 방어율을 얻었으나 통제 문제들로부터 고통을 겪어 68번이나 타자들을 4구로 나가게 하고 94개의 이닝에서 39명 만을 스트라이크아웃시켰다. 그의 .180 타구 평균은 사실상 만약 레몬이 메이저 리그에서 미래를 가졌다면 그것이 투수일 것이라는 것을 보증하였다. 시즌 후에 30 친선 경기에 만능 보결 선수로서 펠러의 순회 팀에 가입하여 사첼 페이지의 니그로 올스타를 상대로 경기를 가졌다.
아직도 통제 문제를 투쟁하는 레몬은 1947년 부족한 봄 훈련을 가졌다. 그는 시즌 초기에 공개 이적에 놓였으나 그는 워싱턴 세너터스에 의하여 주장되었고 인디언스는 그를 간직하기로 결정하고 코치 빌 매케치니가 그의 통제에 도움을 주도록 하였다. 레몬이 이 어려운 시기를 통하여 그에게 도움을 주는 데 그해 2명의 베테랑 동료들 멜 하더와 알 로페스에게 신용을 주었어도 매케치니 감독은 레몬이 시즌의 후반기에 인디언스의 최고 투수들 중의 하나로서 나타날 때 칭찬을 받았다. 그의 마운드는 팀에게 강한 완료를 하고 4위로 옮겨지는 데 도움을 주었다. 15개의 시작을 포함한 37개의 경기들에서 그는 3.44의 방어율과 11 승 5 패였다. 그는 또한 .607의 장타율과 함께 .321점을 타구하였다.
1948년의 페넌트 우승 시즌은 레몬이 스타로 개발하는 것을 보았다. 봄 훈련에서 그는 자신의 압도적인 커브볼과 슬라이더와 함께 가는 데 옆으로 던져 플레이트의 각을 가로지는 투구의 패스트볼을 소개하여 타자들은 어리둥절하였다. 레몬과 펠러는 인디언스를 빠른 출발로 이끌어 둘다 올스타 팀으로 임명되었다. 6월 30일 레몬은 자신 경력의 단 하나의 무안타 경기였던 디트로이트 타이거스를 상대로 2 대 0의 무안타를 던졌다. 훗날의 동료 아트 하우트먼은 패배한 투수였다.
7월 15일 애슬레틱스의 2루수 피트 수더가 5회의 이닝에서 데일 미첼의 2루타에 득점하면서 던진 공이 레몬의 머리에 맞아 순한 진탕을 겪었다. 그는 병을 고치고 6회에서 투구하러 돌아갔으나 그는 2개의 안타를 야기하고 부드로는 그를 삭제하였다. 그러고나서 3일 후, 구원에서 투수로 돌아왔다.
9월 레몬의 에너지는 이용되었고 그는 시즌의 마지막 2달 동안에 2개의 우승 만을 공헌하였다. 그는 월드 시리즈를 위하여 자신의 활력을 다시 얻어 인디언스가 6개의 경기들에서 보스턴 브레이브스에 승리를 거두면서 16과 3분의 1의 이닝에서 1.65의 방어율과 2개의 승리에서 자신의 팀을 이끌었다.
레몬은 자신의 20 승 14 패의 기록과 2.82의 방어율의 공적으로 스포팅 뉴스에 의하여 그해의 아메리칸 리그의 두드러진 투수로 임명되었다. 자신의 37개의 시작들에서 그는 리그를 이끄는 10개의 완봉을 던졌다.
이듬해 부드로의 보증과 함께 레몬은 자신의 이전해 9월의 침체를 되풀이하는 것을 피하려고 봄 훈련에서 서두르지 않기로 결정하였다. 그는 2.99의 방어율과 함께 22 승 10 패로 끝낸 또다른 최우수 시즌과 함께 응답하였다. 그는 경력 사상 7개의 홈런을 치기도 하였다. 그러나 인디언스는 3위로 떨어졌다. 펠러가 1년을 빼먹으면서 레몬은 이제 부정하기 어려운 최우수 선수였다.
1950년 초순에 레몬은 보고적으로 자신의 총지배인 행크 그린버그에게 다가오는 시즌을 위하여 5만 달러보다 적은 돈을 가져가지 않는다고 말하였으나 대략 3만 5천 달러로 측정된 샐러리를 위하여 3월의 기간들에 왔다. 시즌은 그가 37개의 시작들과 함께 리그를 이끌면서 그의 가장 바쁜 시즌으로 전향하여 22개의 완료 경기들과 함께 리그를 이끄는 데 동점을 매기고, 7개의 경기들에서 구원되었다. 그는 72개의 경기들에서 활약하였고 9월 피로가 그를 다시 괴롭히기 시작하였다. 그는 11번의 패배와 함께 자신의 승리를 리그를 이끄는 총 23개로 올렸고 170개의 스트라이크아웃과 함께 리그를 이끌었으나 방어율은 3.84로 올라갔다. 그는 다시 스포팅 뉴스에 의하여 리그의 가장 두드러진 투수로 임명되었다. 하지만 인디언스는 4위로 떨어졌다.
1951년 앨 로페스가 인디언스의 감독으로 지배하는 데 차지하였고 팀은 2위로 올라갔다. 윈과 마이크 가르시아가 20개를 우승하는 동안에 펠러는 자신의 이전 형성으로 22 승 8 패와 함께 돌아왔다. 레몬은 시즌의 나머지를 위하여 그를 괴롭힌 5월 등의 부상을 당하면서 17 승 14 패와 3.52의 방어율로 분투하였다. 그해 초순에 그는 지난해 야구에서 가장 높은 출전료를 받는 선수로 자신을 만든 5만 달러 이상을 위하여 계약을 맺은 것을 의문한 것을 받았다. 연말에 자신이 테드 윌리엄스를 위한 이적의 유인으로서 제공을 받았다는 소문이 돌았다.
1952년 또다른 2위를 하면서 레몬은 22 승 11 패와 2.50의 방어율의 기록과 함께 뛰어올랐다. 그는 28개의 완료 경기들과 310개의 이닝이 투구되면서 리그를 이끌었고 36개의 시작들과 함께 리그를 이끄는 데 가르시아와 동점을 매겼다. 가르시아가 22개를 우승한 동안에 윈은 23개의 승리들을 추가하였으나 펠러는 9 승 13 패로 떨어졌다.
1953년 레몬은 인디언스의 단 하나의 20개 경기 우승 선수였으나 가르시아와 윈도 또한 견고한 해를 가졌고 클럽의 안타는 인디언스가 다시 2위로 오면서 향상되었다. 이제 32세인 레몬은 속도를 낮추는 아무 사인들을 보이지 않았고, 22 승 15 패와 3.36의 방어율 시즌으로 가는 길에 투구한 이닝에서 리그를 다시 이끌었다. 오프닝 데이에 그는 시카고 화이트삭스를 6 대 0으로 걲는 데 1명의 타자에게 투구하고 1개의 홈런을 쳤다. 이 포인트에 의하여 그는 포수들이 다룰 수 없던 예언할 수 없이 움직인 너클볼을 개발하였다. 로페스도 그에게 너클볼이 필요없다며 이용하지 말라고 조언하였다.

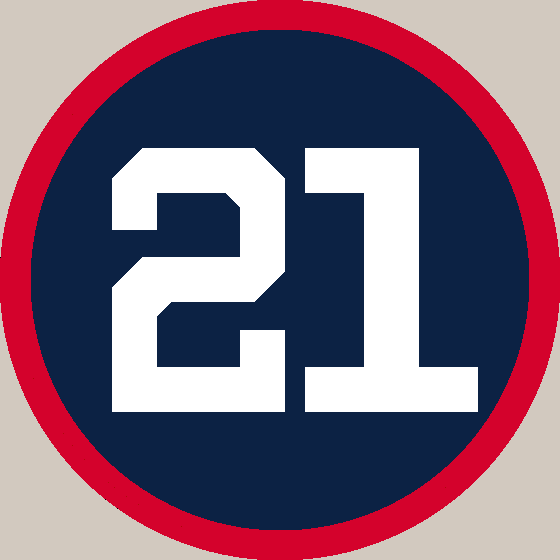
클리블랜드 인디언스에 의하여 영구 결번된 레몬의 등 번호 21

1954년 시즌 전에 레몬은 인디언스에 가장 자부심이 강하고 재치있는 선수로 투표되었다. 오프 시즌 동안에 자신 부친의 주유소와 후에 그들이 함께 매입한 대목장에서 부친을 도왔다. 그는 또한 로널드 레이건과 그로버 클리블랜드 알렉산더가 출연한 1952년 영화 《우승 팀》에 나오는 데 시간을 찾기도 하였다. 레몬은 투수 제시 헤인스의 역을 맡았고 또한 레이건의 대역으로 활약하였다.
자신의 전성기에 레몬은 21 승 23 패, 3.00 혹은 그 밑은 방어율과 함께 한 시즌 후에 시즌을 놓은 수들의 일관성과 출발, 완료 경기와 투구한 이닝에서 리그 지도 선수들 사이에 주목할 만하였다. 1954년와 같은 일로 그가 2.72의 방어율과 함께 23 승 7 패로 가면서 21개와 함께 완료 경기에서 리그를 이끌었다. 그 일은 그의 6번째 20개 우승 시즌이었고 3번째로 스포팅 뉴스에 의하여 아메리칸 리그의 가장 두드러진 투수로 임명되었다.
6월 레몬은 갈비뼈 근육이 찢어져 몇주 동안 활약하지 못하였다. 복귀할 때 그는 그의 기록을 16 승 5 패로 올리는 데 7개의 연속적 경기를 우승하였다. 그 시즌 동안에 그는 뉴욕 양키스를 4번이나 꺾었다.
레몬은 뉴욕 자이언츠를 상대로 월드 시리즈의 1번째 경기에서 논리적 선택이었고 그는 9개의 이닝들을 통하여 강한 경기를 투구하였다. 그는 10번째 이닝에서 더스티 로즈에게 던진 홈런 투구가 좋은 투구였다고 말하였으나 왼손잡이의 대타자가 폴로 그라운드에서 유격수의 우측 장벽에 당길 수 있었다. 4번째 경기를 위한 나머지 2일에 돌아온 레몬은 분투하여 4개의 이닝에서 5개의 득점과 함께 책임이 지어져 자이언츠가 휩쓴 시리즈를 위한 6.75의 방어율이 그에게 주어졌다.
1955년 인디언스는 양키스의 짧은 3개의 경기들로 떨어졌다. 2번이나 심각한 다리 부상을 겪은 레몬은 리그에서 화이티 포드와 프랭크 설리번과 동점을 매긴 18개의 승리를 아직도 기록할 수 있었다. 아직도 5만 달러 주위를 만들면서 레몬은 메이저 리그에서 가장 높은 출전료를 받은 선수로 남아있었으나 인디언스에서 랠프 카이너의 뒤로 밀렸다. 시즌의 말기에 총지배인 그린버그는 새로운 빅 쓰리 - 허브 스코어, 레이 날레스키와 돈 모시를 선포하였다.
1956년 레몬은 자신의 7번째이자 마지막 20개의 우승 시즌을 발표하여 3.03의 방어율과 함께 20 승 14 패로 가며 21개의 완료 경기들에서 리그를 이끄는 데 빌리 피어스와 동점을 매겼다. 윈과 스코어도 또한 20개를 우승하고 방어율에서 리그를 이끌었어도 팀은 득점에서 리그 4위를 하였다. 시즌에 2달이 남으면서 레몬은 안좋은 던지기를 위하여 도달하는 동안에 자신의 오른쪽 넓적다리의 근육을 당겨 부상이 길의 나머지에 그를 괴롭혔다. 36세의 나이에 9월 11일 볼티모어 오리올스에 3 대 1의 승리에서 자신의 200번째 우승을 기록하였다.
1947년 인디언스가 6위를 하면서 레몬은 1946년 이래 자신의 첫 패배 시즌을 가졌다. 그는 4.60의 방어율과 함께 6 승 11 패로 끝났다. 그는 5월 7일 허브 스코어가 길 맥더걸드의 직구에 의하여 쓰러진 후, 자신이 구원으로 가져와진 자신의 최고 경기들 중에 하나를 가졌다. 레몬은 8과 3분의 1 이닝을 투구하고 2 대 1의 승리를 주장하는 데 6개의 안타 만을 포기하였다.
1958년 레몬은 자신의 팔을 원상태로 돌아가게 하는 데 분투하였다. 그는 4월 22일 2번째 이닝에서 경기를 떠나기 전에 5개의 1루타들을 포기할 때 자신의 마지막 메이저 리그 출발로 되는 것을 만들었고 다음날 장애자 명단에 놓였다.

## 코치 경력
1959년 38세의 나이로 레몬은 봄 훈련의 초기에 돌아오는 희망들을 포기하고 인디언스를 위한 마이너 리그의 투수 코치가 되었다. 1965년과 1966년 그는 퍼시픽 코스트 리그의 시애틀을 감독하였고 1966년 캘리포니아 에인절스의 농장 팀을 페넌트로 이끌 때 올해의 마이너 리그 감독으로 임명되었다. 그는 도한 필리스(1961)와 에인절스(1967 ~ 68)의 코치를 맡고, 1969년 퍼시픽 코스트 리그의 밴쿠버를 감독하였다.

## 감독 경력

### 캔자스시티 로열스
레몬은 후에 9개의 시즌들을 위하여 메이저 리그에서 감독을 맡았다. 그의 감독 경력은 낮은 성적의 팀을 차지하여 성공으로 이끌다가 다음해 해고를 당한 비슷한 모범을 따랐다. 1970년 그는 캔자스시티 로열스의 투수 코치를 맡은 후 6월 9일 발버둥치는 팀의 감독으로 임명되었다. 1971년 로열스가 아메리칸 리그 서부에서 2위로 올라가 레몬은 올해의 감독으로 임명되었다. 1972년 실망스러운 4위를 한 후에 그는 야구를 떠나는 데 은퇴한다고 말하면서 인용된 후 소유자 유잉 코프먼에 의하여 쫓겨났다. 소감은 거의 성실치 못하였고 레몬은 자신이 잘못 인용되었다고 주장하였다. 그럼에 불구하고 코프먼은 자신이 어린 감독을 원한다고 말하여 잭 매키언을 기용하였다.

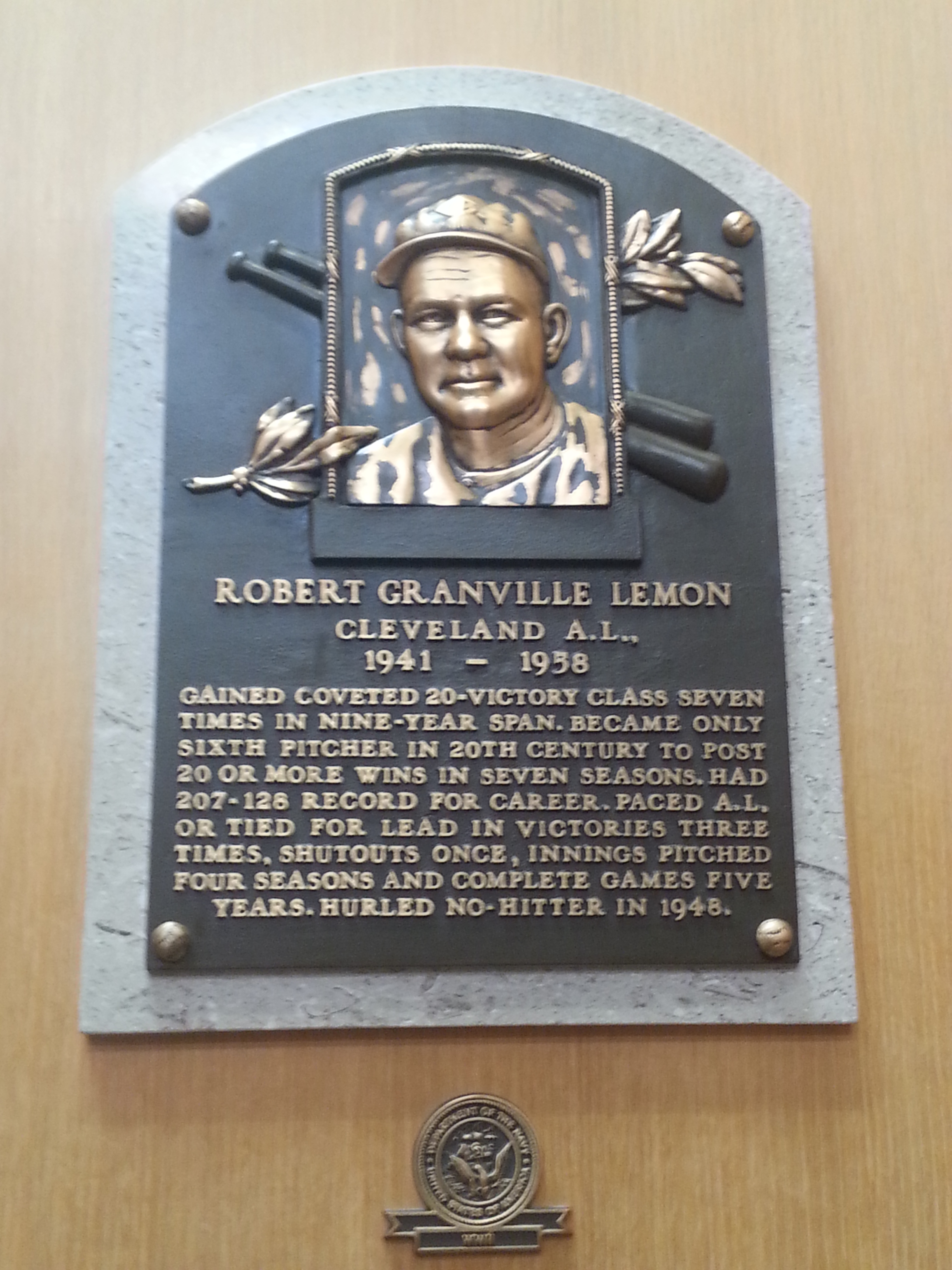
밥 레몬의 각판

### 마이너 리그
레몬은 1976년 양키스를 위하여 투수 코치로 임명되기 전에 1974년 퍼시픽 코스트 리그의 새크라멘토와 1975년 인터내셔널 리그의 리치먼드를 감독하였다. 그는 그해 미국 야구 명예의 전당에 헌액되었다.

### 시카고 화이트삭스
레몬은 1977년 시카고 화이트삭스를 지도하는 데 빌 비크가 그를 기용할 때 메이저 리그에서 감독을 맡는 데 2번째 기회를 얻었다. 자신이 팀을 놀라운 90개의 우승과 3위로 올릴 때 레몬은 다시 올해의 감독으로 임명되었다. 그러나 팀은 이듬해 분투하여 비크는 시즌을 통한 중순에 그를 해고시켰다. 그때가 레몬이 서커스로 가입하려고 도망쳤을 때였다. 뉴욕에서 마틴-잭슨-스타인브레너 서커스가 일간 표제를 생성하고 있었다. 빌리 마틴이 레지 잭슨과 조지 스타인브레너에 대하여 "하나는 태어난 거짓말쟁이이고 또 하나는 죄수이다"라고 말한 후에 스타인브레너는 마틴을 눈물나는 사임으로 강요하였다.

### 뉴욕 양키스
6월 25일 비크에 의하여 해고당한 지 1달 후 안에 레몬은 스타인브레너에 의하여 양키스의 감독으로 기용되었다. 레몬이 감독직을 차지한 지 4번째 본루에서 양키스는 길의 나머지로 28 승 20 패로 파도처럼 몰려와 보스턴 레드삭스에 추억적인 1 경기의 플레이오프를 우승하였고 월드 시리즈에서 로스앤젤레스 다저스를 6개의 경기들에서 꺾고 우승을 차지하였다.
레몬의 자제하는 스타일이 팀이 필요한 것으로 보였다. 1978년 레몬이 감독으로 기용된지 5일 후에 1979년 시즌 후에 그가 총지배인이 되고 1980년 마틴이 감독으로 돌아온다는 공고가 들어왔다.
1978년 월드 시리즈가 끝나자마자 레몬의 막내 아들 제리가 사망했다는 소식이 들려 비극이 그에게 내려졌다. 스타인브레너에 의하면 레몬이 그후에 정신을 잃었다고 한다.
1979년 팀이 부상을 겪고 34 승 31 패의 느린 출발을 할 때 스타인브레너는 레몬을 면직하고 그를 마틴과 대체하기로 결정하였다. 양키스는 서서히 마틴과 함께 더욱 나아졌으나 4위를 할 수 밖에 없었다. 레몬은 스타인브레너가 1981년 시즌에 자기를 요구할 때까지 양키스를 위한 스카우트로서 지속적으로 일하였다. 이때 감독 진 마이클은 스타인브레너가 항상 그를 해고시키려고 위협한 것을 말한 것에 용서하지 않으려할 때 스타인브레너의 분노를 얻었다.
레몬은 다시 양키스의 감독으로 기용되었고, 그의 감독 아래 팀은 11 승 14 패만을 완료하였어도 양키스는 전반에서 1위를 하는 것을 보인 이유로 파업으로 짧아진 1981년 시즌에 플레이오프의 위치를 얻었다. 그들은 월드 시리즈로 진출하였으나 6개의 경기들에서 다저스에게 패하였다.
1982년 14개 만의 경기들과 6 승 8 패의 기록을 세운 후에 레몬은 감독직을 사임하고 캘리포니아 주로 돌아왔다.

## 이후의 세월
레몬은 1949년 이래 자신의 부인과 살아온 롱비치의 빅스비놀스 구역에 있는 집으로 돌아왔다. 그는 보고적으로 1978년 월드 시리즈 후에 스타인브레너에 의하여 수상된 일생 계약 아래 양키스의 지불 급료 명부에 남아있었다.
1998년 인디언스는 레몬의 등번호 21번을 영구 결번시켰다. 그는 13개의 시즌에서 3.23의 방어율과 함께 207 승 128 패의 기록을 세웠다. 1948년부터 1954년을 통하여 해마다 그는 아메리칸 리그의 올스타 팀으로 임명되었고 다른 팀의 감독으로서 시즌이 시작된 후 월드 시리즈를 우승하는 데 첫 감독이었다. 왼손잡이 타자로 그는 메이저 리그에서 최고의 타구 투수들 중의 하나였고 그의 37개의 홈런은 웨스 페럴에 의하여 보유된 기록보다 1개나 짧았다.
2000년 1월 11일 79세의 나이로 사망하였다.